# شاين ستافورد
شاين ستافورد (بالإنجليزية: Shane Stafford)‏ هو لاعب كرة قدم أمريكية أمريكي، ولد في 14 مارس 1976 في Sinking Spring, Pennsylvania ‏ في الولايات المتحدة.